# Iglesia de Nuestra Señora de los Ángeles (Burbáguena)
La iglesia de Nuestra Señora de los Ángeles también denominada iglesia de la Asunción en Burbáguena (Provincia de Teruel, España) es una iglesia barroca del siglo XVIII, construida en sillar combinado con ladrillo en las partes altas (alero, cimborrio y torre) y que forma un volumen destacado y compacto dentro de la localidad. 
Consta de tres naves de cinco tramos, cabecera recta y dos estancias anejas flanqueándola. La nave central se cubre con cañón con lunetos, mientras que las laterales van cubiertas con arista y el crucero, no marcado en planta, con una cúpula traducida en cimborrio al exterior. 
La decoración interior es bastante sobria y clasicista, mientras que al exterior destaca la portada norte abierta en arco de medio punto y flanqueada por dos pares de columnas corintias sobre plinto que sujetan un entablamento, por encima del cual se alza el cuerpo superior mixtilíneo que alberga tres hornacinas con imágenes. 
En el ángulo nororiental se eleva la torre de ladrillo, que combina la planta cuadrada con la octogonal y aparece rematada por un chapitel bulboso.